# اس‌تی۱
اس‌تی۱ (انگلیسی: St1) شرکت پالایش نفت فنلاندی است، که در سال ۱۹۹۵ تأسیس شد.